# Norifumi Suzuki
 (mars 2022).
Si vous disposez d'ouvrages ou d'articles de référence ou si vous connaissez des sites web de qualité traitant du thème abordé ici, merci de compléter l'article en donnant les références utiles à sa vérifiabilité et en les liant à la section « Notes et références ».
Pour les articles homonymes, voir Suzuki (homonymie).
Norifumi Suzuki (鈴木 則文, Suzuki Norifumi), ou Noribumi Suzuki, né le 26 novembre 1933 à Shizuoka et mort le 15 mai 2014, est un réalisateur et scénariste japonais actif de 1968 à 1990. Il est surtout connu pour son travail pour la société de production Tōei, où il a fait l'essentiel de sa carrière.

## Biographie
Norifumi Suzuki abandonne ses études d'économie à l'université de Ritsumeikan pour entrer comme assistant réalisateur aux studios de la Tōei à Kyoto en 1956. Il y a eu pour maîtres Masahiro Makino, Tai Katō et Tomu Uchida. Il a fait ses débuts comme scénariste en 1963 pour le film de Kōkichi Uchide (ja) Zoku Tenamonya Sandogasa, coécrit avec Takaharu Sawada, et comme réalisateur en 1965 avec Ōsaka dokonjō monogatari: Doerai yatsu, avec Makoto Fujita (en).
Au moment où la Tōei s'est tournée vers le pinku eiga, Suzuki a réalisé de nombreux films mettant en scène des groupes de filles, comme le gang de Girl Boss Blues: Queen Bee's Counterattack et ses suites, les lycéennes du Pensionnat des jeunes filles perverses ou les religieuses du Couvent de la bête sacrée (1974). 
Il a dirigé à deux reprises l'actrice française Sandra Julien dans Gendai porno-den : Senten-sei inpu et dans Caresses sous un kimono .
Au début des années 1980, il tourne plusieurs films d'action avec le « Bruce Lee japonais », Hiroyuki Sanada.
Il quitte la Tōei pour travailler en indépendant en 1984[réf. nécessaire].
Il a reçu un prix spécial pour l'ensemble de sa carrière au Festival du film de Yokohama en 1985 et aux Japan Academy Prize en 2015.

## Filmographie partielle

### Réalisateur
La mention « +scénariste » indique que Norifumi Suzuki est aussi auteur du scénario.

#### Années 1960
- 1965 : Ōsaka dokonjō monogatari: Doerai yatsu (大阪ど根性物語 どえらい奴?) +scénariste
- 1967 : Kyōkaku-dō (侠客道?)
- 1967 : Otoko no shōbu: Niō no irezumi (男の勝負 仁王の刺青?)
- 1968 : Shinobi no manji (忍びの卍?)
- 1968 : Kyōdai jingi: Gyakuen no sakazuki (兄弟仁義 逆縁の盃?)
- 1968 : Lady Yakuza : La Règle du jeu (緋牡丹博徒 一宿一飯, Hibotan bakuto: isshuku ippan?) +scénariste
- 1969 : Kantō tekiya ikka (関東テキヤ一家?)

#### Années 1970
- 1970 : Kantō tekiya ikka: Goromen jingi (関東テキヤ一家 喧嘩仁義?) +scénariste
- 1970 : Kantō tekiya ikka: Tennōji no kettō (関東テキヤ一家 天王寺の決斗?)
- 1970 : Shiruku hatto no ō-oyabun (シルクハットの大親分?)
- 1970 : Shiruku hatto no ō-oyabun: Chobihige no kuma (シルクハットの大親分 ちょび髭の熊?)
- 1971 : Kantō tekiya ikka: Goromen himatsuri (関東テキヤ一家 喧嘩火祭り?) +scénariste
- 1971 : Girl Boss Blues: Queen Bee's Counterattack (女番長ブルース 牝蜂の逆襲, Mesubachi no gyakushu?) +scénariste
- 1971 : Gendai porno-den: Senten-sei inpu (現代ポルノ伝 先天性淫婦?) +scénariste
- 1971 : Onsen mimizu geisha (温泉みみず芸者?) +scénariste
- 1972 : Girl Boss Blues: Queen Bee's Challenge (女番長ブルース 牝蜂の挑戦, Mesubachi no chosen?) +scénariste
- 1972 : Caresses sous un kimono (徳川セックス禁止令, Tokugawa sex kinshi-rei?) +scénariste
- 1972 : Onsen suppon geisha (温泉スッポン芸者?) +scénariste
- 1972 : Girl Boss Guerilla (女番長ゲリラ, Sukeban gerira?) +scénariste
- 1972 : Kyōfu joshikōkō: Onna bōryoku kyōshitsu (恐怖女子高校 女暴力教室?) +scénariste
- 1972 : Ero shōgun to nijūichinin no aishō (エロ将軍と二十一人の愛妾?) +scénariste
- 1973 : Girl Boss Revenge: Sukeban (女番長, Sukeban?) +scénariste
- 1973 : Sexe et Furie (不良姐御伝 猪の鹿お蝶, Furyō anego den: Inoshika Ochō?) +scénariste
- 1973 : Le Pensionnat des jeunes filles perverses (恐怖女子高校 暴行リンチ教室, Kyōfu joshikōkō: bōkō rinchi kyōshitsu?)
- 1973 : Mamushi no kyōdai: Kyōkatsu san-oku-en (まむしの兄弟 恐喝三億円?) +scénariste
- 1974 : Le Couvent de la bête sacrée (聖獣学園, Seijū gakuen?) +scénariste
- 1975 : Shaolin Karaté (少林寺拳法, Shōrinji kenpō?)
- 1975 : Karei naru tsuiseki (華麗なる追跡?)
- 1975 : Torakku yarō: Goiken muyō (トラック野郎 御意見無用?) +scénariste
- 1975 : Torakku yarō: Bakusō ichiban hoshi (トラック野郎 爆走一番星?) +scénariste
- 1976 : Omatsuri yarō: Uogashi no kyōdaibun (お祭り野郎 魚河岸の兄弟分?) +scénariste
- 1976 : Torakku yarō: Bōkyō ichiban hoshi (トラック野郎 望郷一番星?)
- 1976 : Torakku yarō: Tenka gomen (トラック野郎 天下御免?) +scénariste
- 1977 : Dokaben (ドカベン?)
- 1977 : Torakku yarō: Dokyō ichiban hoshi (トラック野郎 度胸一番星?)
- 1977 : Torakku yarō: Otoko ippiki Momojirō (トラック野郎 男一匹桃次郎?) +scénariste
- 1978 : Torakku yarō: Totsugeki ichiban hoshi (トラック野郎 突撃一番星?)
- 1978 : Torakku yarō: Ichiban hoshi kita e kaeru (トラック野郎 一番星北へ帰る?) +scénariste
- 1979 : Torakku yarō: Neppū 5000 kiro (トラック野郎 熱風５０００キロ?) +scénariste
- 1979 : Vices et Sévices (堕靡泥の星 美少女狩り, Dabide no hoshi: Bishōjo-gari?)
- 1979 : Torakku yarō: Furusato tokkyūbin (トラック野郎 故郷特急便?)

#### Années 1980
- 1980 : Les Tueurs noirs de l'empereur fou (忍者武芸帖 百地三太夫, Ninja bugeicho momochi sandayu?)
- 1981 : Le Feu de la vengeance (吼えろ鉄拳, Hoero! Tekken?) +scénariste
- 1983 : Iga-no Kabamaru (伊賀野カバ丸?) +scénariste
- 1984 : Kōtarō makaritōru! (コータローまかりとおる！?) +scénariste
- 1985 : Karibu: Ai no shinfoni (カリブ・愛のシンフォニー?) +scénariste
- 1986 : Za samurai (ザ・サムライ?) +scénariste
- 1987 : Hei no naka no purei bōru (塀の中のプレイ・ボール?) +scénariste
- 1989 : Bungakushō satsujin jiken: Ōinaru josō (文学賞殺人事件 大いなる助走?) +scénariste

### Scénariste
- 1963 : Zoku Tenamonya Sandogasa (続・てなもんや三度笠?) de Kōkichi Uchide (ja)
- 1964 : L'Indomptable d'Edo (車夫遊侠伝 喧嘩辰, Shafu yūkyōden: Kenka Tatsu?) de Tai Katō
- 1968 : Lady Yakuza : La Pivoine rouge (緋牡丹博徒, Hibotan bakuto?) de Kōsaku Yamashita
- 1969 : Lady Yakuza : Le Jeu des fleurs (緋牡丹博徒 花札勝負, Hibotan bakuto: hanafuda shōbu?) de Tai Katō
- 1969 : Lady Yakuza : Chronique des joueurs (緋牡丹博徒 鉄火場列伝, Hibotan bakuto: Tekkaba retsuden?) de Kōsaku Yamashita
- 1974 : Sister Street Fighter: Hanging by a Thread (女必殺拳 危機一髪, Onna hissatsu: Ken kiki ippatsu?) de Kazuhiko Yamaguchi
- 1975 : Champion of Death (けんか空手 極真拳, Kenka karate kyokushinken?) de Kazuhiko Yamaguchi

## Distinctions

### Récompenses
- 1985 : prix spécial au festival du film de Yokohama[1]
- 2015 :  prix spécial aux Japan Academy Prize[2]